# Деґель га-Тора
Деґель га-Тора (івр. דגל התורה, «Прапор Тори») — ізраїльська політична партія релігійних ашкеназів, що представляє інтереси литвацького юдаїзму. Протягом більшої частини свого існування перебуває з партією «Аґудат Ісраель» у єдиному виборчому списку під ім'ям «Ягадут га-Тора».
Партія була заснована рабином Еліезером Шахом у рамках підготовки до виборів у дванадцятий Кнесет у 1988 році, після його виходу з партії «Аґудат Ісраель».